# Joseph Vitta
Joseph Raphaël Vitta, né le 22 décembre 1860 à Lyon et mort le 29 décembre 1942 au Breuil, est un banquier, collectionneur d'art et important donateur des musées, italien né et ayant vécu en France.

## Biographie
Le baron Joseph Vitta est le fils du baron Jonas Vitta (1820-1892), riche banquier et négociant en soie, italien de Casale Monferrato installé à Lyon, et de la baronne Hélène Oppenheimer (1837-1901), issue de la haute bourgeoisie parisienne. Il est le petit-fils de Giuseppe Raffaele Vitta, banquier de Casale Monferrato élevé au rang de baron héréditaire par Victor-Emmanuel II en 1855. Il est de frère aîné d’Émile Vitta et de Fanny Vitta.
Collectionneur, bibliophile, commanditaire d'œuvres d'art, donateur, mécène, il reste toute sa vie un classique, marqué par l'empreinte des peintres du XVIIIe siècle et du romantisme. Ses goûts le portent vers Théodore Géricault et Eugène Delacroix que sa famille connaissait et fréquentait. Son admiration pour Delacroix, dont il possède le fameux tableau La Mort de Sardanapale, n'a d'égale que celle qu'il a pour Jules Chéret, l'ami de toute sa vie. Il devient aussi collectionneur et mécène d'Auguste Rodin,.
À partir de 1892, le baron Joseph Vitta supervise la construction de la villa La Sapinière à Évian suite du décès de son père qui vient de la commanditer. L'édifice de style Quattrocento florentin est bâti entre 1892 et 1896 par l'architecte Jean-Camille Formigé. À partir de 1895, pour la décoration de cette maison familiale, il fait appel à de grands artistes de l'époque dont les sculpteurs Auguste Rodin,, Alexandre Falguière, Georges Gardet et Alexandre Charpentier, mais aussi les peintres et graveurs Albert Besnard, Félix Bracquemond et Jules Chéret.
En 1901, il fait la connaissance de Malvina Bléquette (1881-1948), modèle dans les ateliers de Jean-Jacques Henner et de Jules Chéret,. Il l'épouse à Nice en 1922, après une liaison affichée vieille de vingt-et-un ans. En prévision de leurs vieux jours, il fait construire la "villa Malvina" à l'entrée sud du Breuil, le village natal de sa femme. Dans cette propriété, il aime se reposer au bord de son étang et converser avec l'instituteur et astronome Antoine Brun.
Entre 1925 et 1929, il est un important donateur des musées. En 1929, il participe à la création de la Société des amis de Delacroix. En 1936, il est nommé conservateur du musée Delacroix. Sa nationalité italienne, qu'il conserve jusqu'à sa mort, et son appartenance à la religion juive sont des obstacles majeurs pour exercer une carrière publique.
Affaibli par une thrombose cérébrale survenue 1939 et tourmenté par la guerre qui fait de lui un juif étranger expulsable, il meurt au Breuil en 1942. Il repose au cimetière du Breuil, face au caveau de la famille Bléquette où Malvina sera inhumée six ans plus tard.
Sur tombe de Joseph Vitta, une dalle de granit de la Montagne bourbonnaise, on peut lire l'inscription « Qui riposa Signore Barone Giuseppe Vitta, Cavaliere dell'Ordine della Corona d'Italia ».

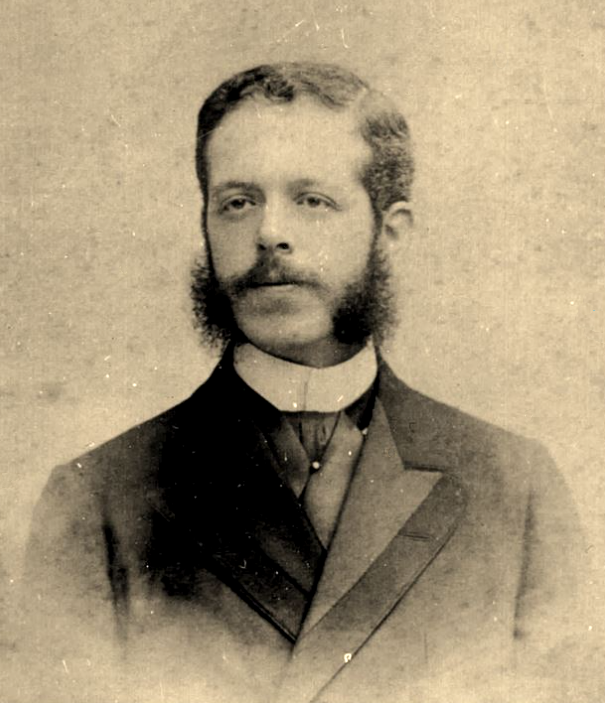
Joseph Vitta vers 1895.
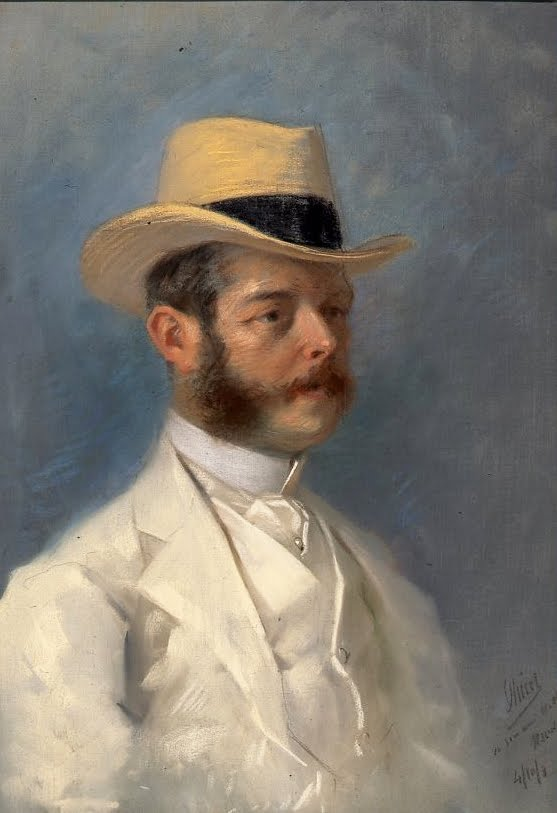
Joseph Vitta par Jules Chéret en 1903.
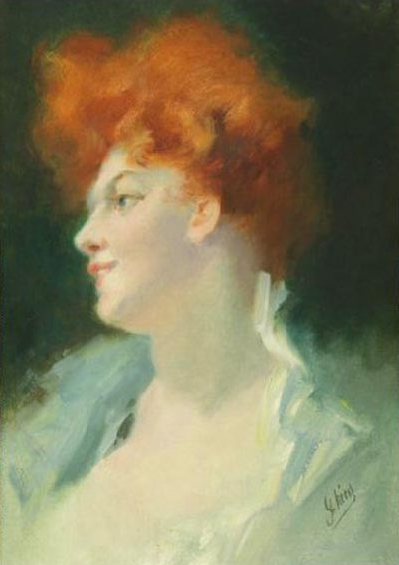
Malvina Bléquette par Jules Chéret en 1908.
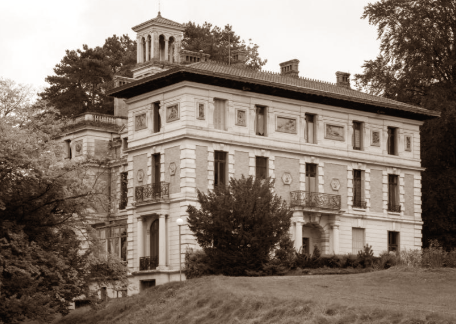
Villa La Sapinière à Évian.
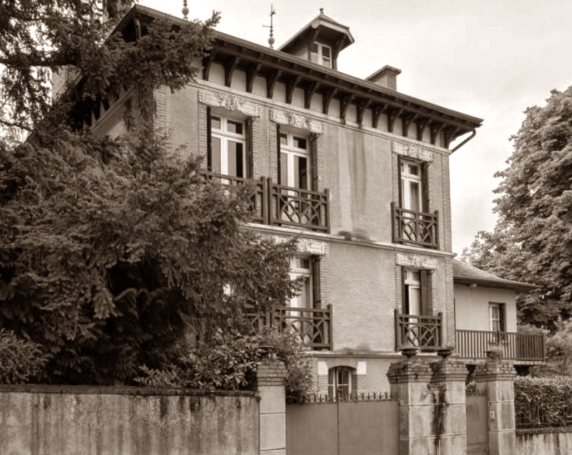
Villa Malvina au Breuil.

## Donnations
- Musée des Beaux-Arts de Lyon : œuvres de Jean Auguste Dominique Ingres, de Jules Chéret et d'Albert Besnard en 1911.
- Musée des Beaux-Arts de Lyon : réplique du bas-relief L'Automne d'Auguste Rodin en 1912.
- Muséo Civico de Casale Monferrato : trois bustes romains et quatre peintures (provenant de la collection de son père) en 1916[16].
- Musée du Louvre : dessins d'Eugène Delacroix et de Jean Auguste Dominique Ingres en 1921.
- Musée du Louvre : La Bataille de Taillebourg d'Eugène Delacroix en 1924.
- Musée des Beaux-Arts de Nice : plus de trois cents œuvres de Jules Chéret en 1925.
- Musée du Louvre : deux dessins de Jean Auguste Dominique Ingres et une étude de La Mort de Sardanapale d'Eugène Delacroix en 1925.
- Musée des Beaux-Arts de Lyon : deux œuvres d'Albert Besnard (huile sur toile Portrait du vice-amiral Sir Commerell et étude au pastel du même sujet) en 1925.
- Musée des Beaux-Arts de Nice : 201 pastels de Jules Chéret en 1927.
- Musée Rodin : bas-relief original L'Automne de Rodin, provenant de son logement parisien du 51, avenue des Champs-Élysées[17],[Note 1] en 1931.
- Musée national du château de la Malmaison : peinture d'Auguste Raffet La Dernière Revue de Napoléon 1er en 1932.
- Musée des Beaux-Arts de Nice : deux cents œuvres de Jules Chéret en 1932.
- Musée Delacroix : peintures, dessins et estampes en 1934.
- Musée des Beaux-Arts de Nice : 66 œuvres asiatiques (principalement de Chine et du Japon) en 1935.
- Musée national du château de la Malmaison : portraits de Bonaparte général en chef des armées d'Italie et de Joséphine de Beauharnais en 1935.

## Décorations
- Chevalier de l'ordre de la Couronne d'Italie

## Expositions
- Salle de billard et galerie : les artistes ayant œuvré pour le baron Joseph Vitta, Salon de la Société nationale des beaux-arts, Palais du Champ de Mars, 1902[18],[19].
- Les sculptures commandées à Rodin pour le vestibule d'entrée de La Sapinière, Musée du Luxembourg, 1905[20].
- Joseph Vitta : passion de collection, Palais Lumière d'Évian, du 15 février au 1er juin 2014[15],[21].